# Roger Freeman, Baron Freeman

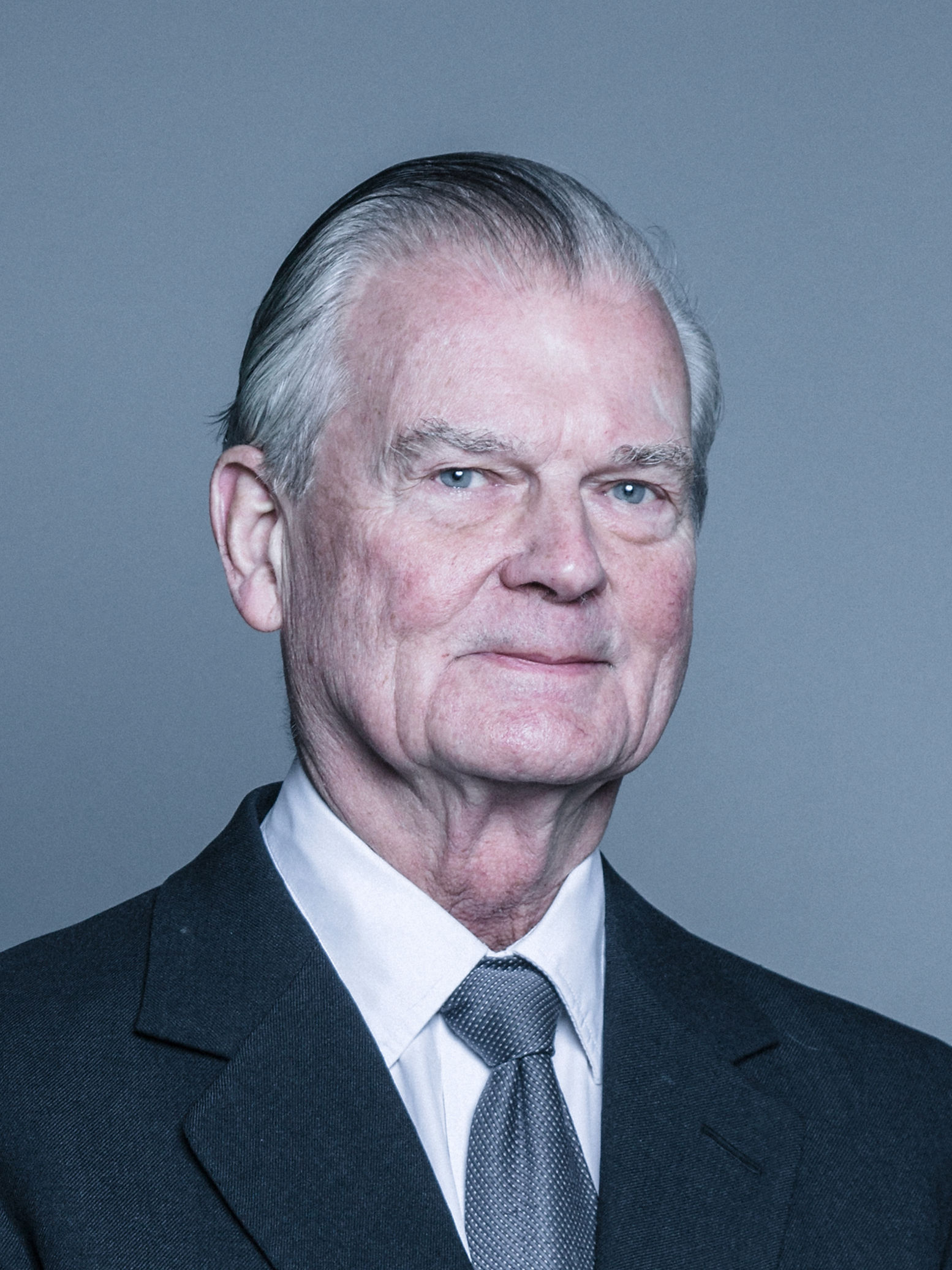
Roger Freeman, Baron Freeman

Roger Norman Freeman, Baron Freeman PC (* 27. Mai 1942 auf der Halbinsel Wirral, North West England, England; † 2. Juni 2025) war ein britischer Politiker der Conservative Party, der unter anderem Chancellor of the Duchy of Lancaster war.

## Leben
Nach dem Besuch der Whitgift School studierte Freeman am Balliol College der University of Oxford und war während dieser Zeit 1964 auch Präsident der konservativen Vereinigung der Universität (Oxford University Conservative Association). Nach Abschluss des Studiums war er als Vereidigter Buchprüfer bei einer Investmentbank tätig.
Nachdem Freeman bei den Unterhauswahlen 1979 als Bewerber der Conservative Party erfolglos im Wahlkreis Don Valley für ein Mandat im House of Commons kandidiert hatte, wurde er bei den Unterhauswahlen vom 1. Mai 1983 erstmals zum Unterhausabgeordneten gewählt und vertrat bis zum 1. Mai 1997 den Wahlkreis Kettering.
Zwischen 1984 und 1986 war er Leiter der Finanzabteilung in der Hauptgeschäftsstelle der Conservative Party und übernahm im Anschluss erstmals ein Regierungsamt als „Juniorminister“ nach der Ernennung zum Parlamentarischen Unterstaatssekretär im Verteidigungsministerium mit der Zuständigkeit für die Streitkräfte. Anschließend war er von 1988 bis 1990 Parlamentarischer Staatssekretär im Gesundheitsministerium und danach Staatsminister im Verkehrsministerium mit der Verantwortung für den öffentlichen Verkehr, ehe er von 1994 bis 1995 Staatsminister für militärische Beschaffung im Verteidigungsministerium war.
Nach einer Kabinettsumbildung wurde er im Juni 1995 von Premierminister John Major zum Chancellor of the Duchy of Lancaster berufen und war zugleich bis zum Ende von Majors Amtszeit im Mai 1997 Minister für den öffentlichen Dienst.
Nach seinem Ausscheiden aus dem Kabinett und der Regierung nach der Wahlniederlage der Tories bei den Unterhauswahlen vom 1. Mai 1997 wurde er zum Life Peer mit dem Titel eines Baron Freeman, of Dingley in the County of Northamptonshire, in den Adelsstand erhoben und gehört seitdem dem House of Lords als Mitglied an. Als solcher war er von 1997 bis 2001 Mitglied des Vorstands der Vereinigung konservativer Peers sowie Sonderberater seiner Partei zur Aufstellung von Kandidaten.
Neben seiner politischen Tätigkeit übernahm Freeman zahlreiche Ämter in der Privatwirtschaft in Rüstungs-, Pharma- und IT-Unternehmen und war sowohl Vorstandsvorsitzender von Thales Pension Trustees und Big DNA Ltd als auch Mitglied der Direktorien von Thales SA France, Savile Group plc, Parity Group, Chemring Group plc und ITM Power plc. Außerdem war er als Vorsitzender des Beirates von PricewaterhouseCoopers und Thales UK sowie Berater von RP&C International Ltd und Global Energy Development plc. Darüber hinaus war er Vorsitzender des Carlton Club sowie der Trustees von Skill Force Development Ltd.